# František Josef Pelz
František Josef Pelz (23. srpna 1848 Zbraslav u Prahy – 30. prosince 1922 Hostivice) byl český učitel, spisovatel, hudební skladatel a sokolský činovník, autor písně Lví silou, jež se stala oficiální sokolskou hymnou.

## Život
Narodil se na Zbraslavi nedaleko Prahy v rodině truhláře a modeláře Josefa Pelze a jeho manželky Marie, rozené Wildové, pocházející ze Zbraslavi. Roku 1866 vystudoval malostranský učitelský ústav. Následně pak působil jako učitel na území tehdejšího smíchovského okresu, na obecných školách ve vsích Slivenec a Únětice. S počátkem školního roku 1874/1875 pak nastoupil na obecnou školu v Hostivici, kde se usadil, a působil zde až do svého penzionování roku 1911.
Vedle své pedagogické činnosti se rovněž angažoval ve veřejném životě: byl členem hostivického Sokola a zdejšího sboru dobrovolných hasičů. Soustavně se věnoval komponování sokolských skladeb. Věnoval se také ornitologii.
František Josef Pelz zemřel 30. prosince 1922 v Hostivici ve věku 74 let. Pohřben byl na pražském Bubenečském hřbitově.
Roku 1932 u příležitoti 10 let od jeho úmrtí mu byla na zdi staré obecné školy na hostivickém Husově náměstí čp. 59 odhalena kovová pamětní deska. Během nacistické okupace musela být ukryta a znovuobnovena byla až roku 1969.

## Dílo

### Píseň Lví silou
Pelzovým nejznámějším výtvorem bylo roku 1882 zkomponování a sepsání textu k sokolské písni Lví silou. a věnoval ji „čacké tělocvičné jednotě Sokol v Kralupech nad Vltavou“. Podtext názvu skladby zní „Slavnostní pochod Sokolů“. Píseň byla posléze uznána za oficiální sokolskou hymnu. V pozdějších letech byla několikrát hudebně upravována, mj. autorem slavných pochodových skladeb Františkem Kmochem. Opakovaně pak, vedle pravidelných Všesokolských sletů, zazněla ve chvílích nutnosti posílení národního sebevědomí: v době Pražského povstání v květnu 1945 ji opakovaně hrál Československý rozhlas a vybízel tak k pokračování v boji proti německým nacistickým okupantům.

### Originální (Pelzův) text
| První sloka Lví silou vzletem sokolím ku předu kráčejme a drahé Vlasti v oběti své síly snášejme! A byť i cesta daleká ta Sokolíka neleká. Jen mužně statně ku předu vždyť drahá Vlast čeká! | Druhá sloka Vlast, máti, až nás zavolá co věrné dítky své, tu mocná paže Sokola zlé škůdce v souboj zve. Tož, blahá bude naše slast za oběť svůj i život klást. To svaté heslo Sokola: "Za národ, drahou Vlast!" nebo: "Za národ, právo, Vlast!" | Třetí sloka Jen, bratři, silou hrdinnou svou hajme Vlast i řeč. To chloubou buď nám jedinou a pro ni/ně spějme v seč. A potom teprv v spásný den nám vzejde krásný, zlatý sen. Pak sluncem jasným bude plát nám povždy volnost jen! |  |

### Podbrdská
| Kde vletořícné Brdské stráně - drahý domov náš - tu matce Vlasti ku obraně naše bdělá stráž. Paž silná, mužná česká plec a čela jak náš Plešivec ; a jak ten věnec našich hor, tak mocný je náš vzdor. | Na troskách našich slavných hradů bují nový květ, a z našich rolí, luhů, sadů, český skřivan vzlét. My máme píseň, český zpěv a v tepnách žhavou českou krev a hlavy skály, ocel páž - kraj český – věčně náš! | Náš Jungmann Bohem požehnaný z našich vyšel chat; my jazyk svůj na pokřik planý nedáme si rvát. Na věky českým kraj je náš, a my jsme jeho věrná stráž, a hotovi jsme dát se v seč - za naši svatou, českou řeč. |  |

### Naděje
| Byť na nás přišla potopa, hoj, bratří, v pevný sraz a celý svět-li zatopí, my postavme jí hráz! | Hráz ze svých těl a z lásky té, co hory přenáší, ne, nad zoufalstvím prapor náš se nikdy nevznáší. | My byli často orváni, jak v zimě sirý strom, však jaro přišlo vždycky zas a zas se ozval hrom! | Hrom, jímnž jsme kdysi vzbouřili Řím a půl Evropy, hej, kdo máš takou minulost, neboj se potopy! | Hoj, letí mraky Sokolů, hoj, mračna Sokolic, ej, vzhůru, drahý národe, k svobodě s námi vstříc! | Ej, vzhůru k metě vytčené, kdo chce, je vítězem! Poctiví, silní, doletí a zmetky pozři zem! |  |

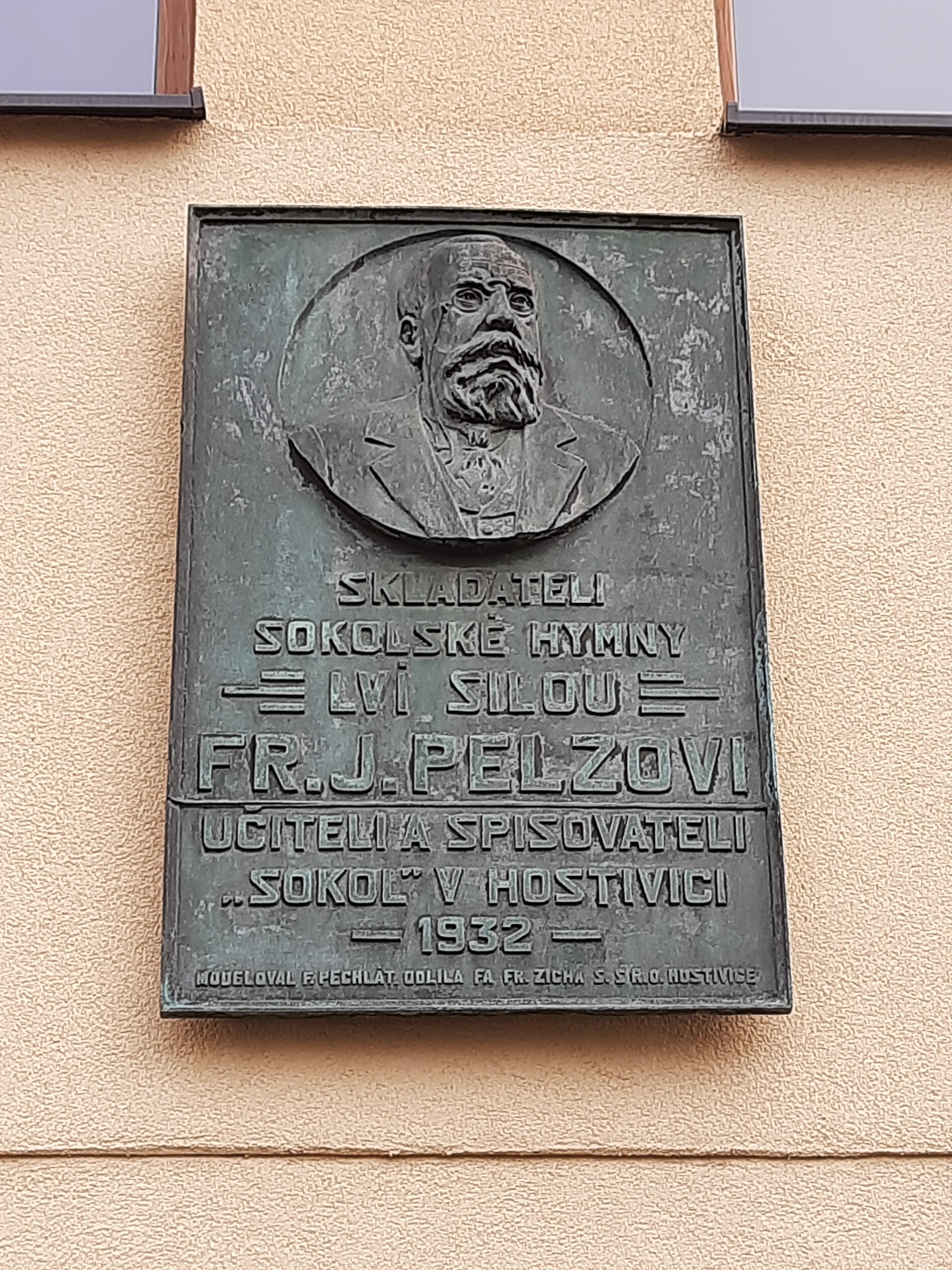
Pamětní deska F. J. Pelze na Husově náměstí v Hostivici

### Spisy
- O šetření užitečného ptactva[2] (ornitologická práce)